# Afghanistan ai Giochi della XXXIII Olimpiade
L'Afghanistan ha partecipato ai Giochi della XXXIII Olimpiade a Parigi. Questa è stata la prima partecipazione del paese ai Giochi Olimpici dalla caduta di Kabul, che ha portato al ritorno del governo dei Talebani e all'esilio autoimposto di molti dei principali atleti del paese, soprattutto donne.
Nel giugno 2024, l'Afghanistan ha annunciato una squadra di sei atleti, equilibrata per genere, che hanno partecipato nelle discipline di Atletica, Ciclismo, Judo e Nuoto, inclusi tre veterani delle Olimpiadi di Tokyo 2020. I corridori e i nuotatori possono competere grazie ai posti di universalità garantiti a tutti i paesi olimpici e il judoka è stato confermato a luglio dalla International Judo Federation. Le due cicliste donne (Fariba Hashemi e Yulduz Hashemi) hanno ricevuto la conferma della loro partecipazione dalla Union Cycliste Internationale.
È stato annunciato che il Comitato Olimpico Internazionale non permetterà ai funzionari talebani di partecipare alle Olimpiadi e riconosce solo il diritto del Comitato Olimpico Nazionale afgano di rappresentare gli atleti afghani.
Cinque atleti di origine afghana hanno partecipato anche con gli Atleti Olimpici Rifugiati, gareggiando in Breaking, Ciclismo, Judo e Taekwondo. La squadra include i veterani olimpici del 2020 Nigara Shaheen e Farzad Mansouri.

## Delegazione
| Sport            | Uomini | Donne | Totale |
| ---------------- | ------ | ----- | ------ |
| Atletica leggera | 1      | 1     | 2      |
| Ciclismo         | 0      | 2     | 2      |
| Judo             | 1      | 0     | 1      |
| Nuoto            | 1      | 0     | 1      |
| Totale           | 3      | 3     | 6      |

## Risultati

### Atletica leggera
| Q | Qualificato al turno successivo per la posizione in qualificazione                                                           |
| q | Qualificato per il turno successivo per ripescaggio o, negli eventi su campo, conquistando la misura minima per qualificarsi |

Maschile
Eventi su pista e strada
| Atleta                | Evento      | Qualificazioni | Qualificazioni | Batteria        | Batteria        | Semifinale      | Semifinale      | Finale          | Finale          |
| Atleta                | Evento      | Risultato      | Posizione      | Risultato       | Posizione       | Risultato       | Posizione       | Risultato       | Posizione       |
| --------------------- | ----------- | -------------- | -------------- | --------------- | --------------- | --------------- | --------------- | --------------- | --------------- |
| Sha Mahmood Noor Zahi | 100 m piani | 10.64 NR       | 4              | non qualificato | non qualificato | non qualificato | non qualificato | non qualificato | non qualificato |

Femminile
Eventi su pista e strada
| Atleta        | Evento      | Qualificazioni | Qualificazioni | Batteria        | Batteria        | Semifinale      | Semifinale      | Finale          | Finale          |
| Atleta        | Evento      | Risultato      | Posizione      | Risultato       | Posizione       | Risultato       | Posizione       | Risultato       | Posizione       |
| ------------- | ----------- | -------------- | -------------- | --------------- | --------------- | --------------- | --------------- | --------------- | --------------- |
| Kamia Yousufi | 100 m piani | 13.42          | 9              | non qualificata | non qualificata | non qualificata | non qualificata | non qualificata | non qualificata |

### Ciclismo su strada
Femminile
| Atleta         | Evento         | Tempo    | Posizione |
| -------------- | -------------- | -------- | --------- |
| Fariba Hashimi | Corsa in linea | 4h10'47" | 75ª       |
| Yulduz Hashimi | Corsa in linea | DNF      | DNF       |
| Yulduz Hashimi | Cronometro     | 44'29"13 | 26ª       |

### Judo
Maschile
| Atleta                 | Evento | 16-esimi             | Ottavi                      | Quarti               | Semifinali           | Ripescaggio          | Med. bronzo          | Finale               | Posizione       |
| Atleta                 | Evento | Avversario Risultato | Avversario Risultato        | Avversario Risultato | Avversario Risultato | Avversario Risultato | Avversario Risultato | Avversario Risultato | Posizione       |
| ---------------------- | ------ | -------------------- | --------------------------- | -------------------- | -------------------- | -------------------- | -------------------- | -------------------- | --------------- |
| Faizada Mohammad Samim | −81 kg | Bye                  | Wachid Borchashvili P 00-11 | non qualificato      | non qualificato      | non qualificato      | non qualificato      | non qualificato      | non qualificato |

### Nuoto
| Atleta       | Evento                     | Batterie | Batterie  | Semifinali      | Semifinali      | Finale          | Finale          |
| Atleta       | Evento                     | Tempo    | Posizione | Tempo           | Posizione       | Tempo           | Posizione       |
| ------------ | -------------------------- | -------- | --------- | --------------- | --------------- | --------------- | --------------- |
| Fahim Anwari | 50 m stile libero maschili | 27.14    | 63        | non qualificato | non qualificato | non qualificato | non qualificato |